# 海牙和平会议

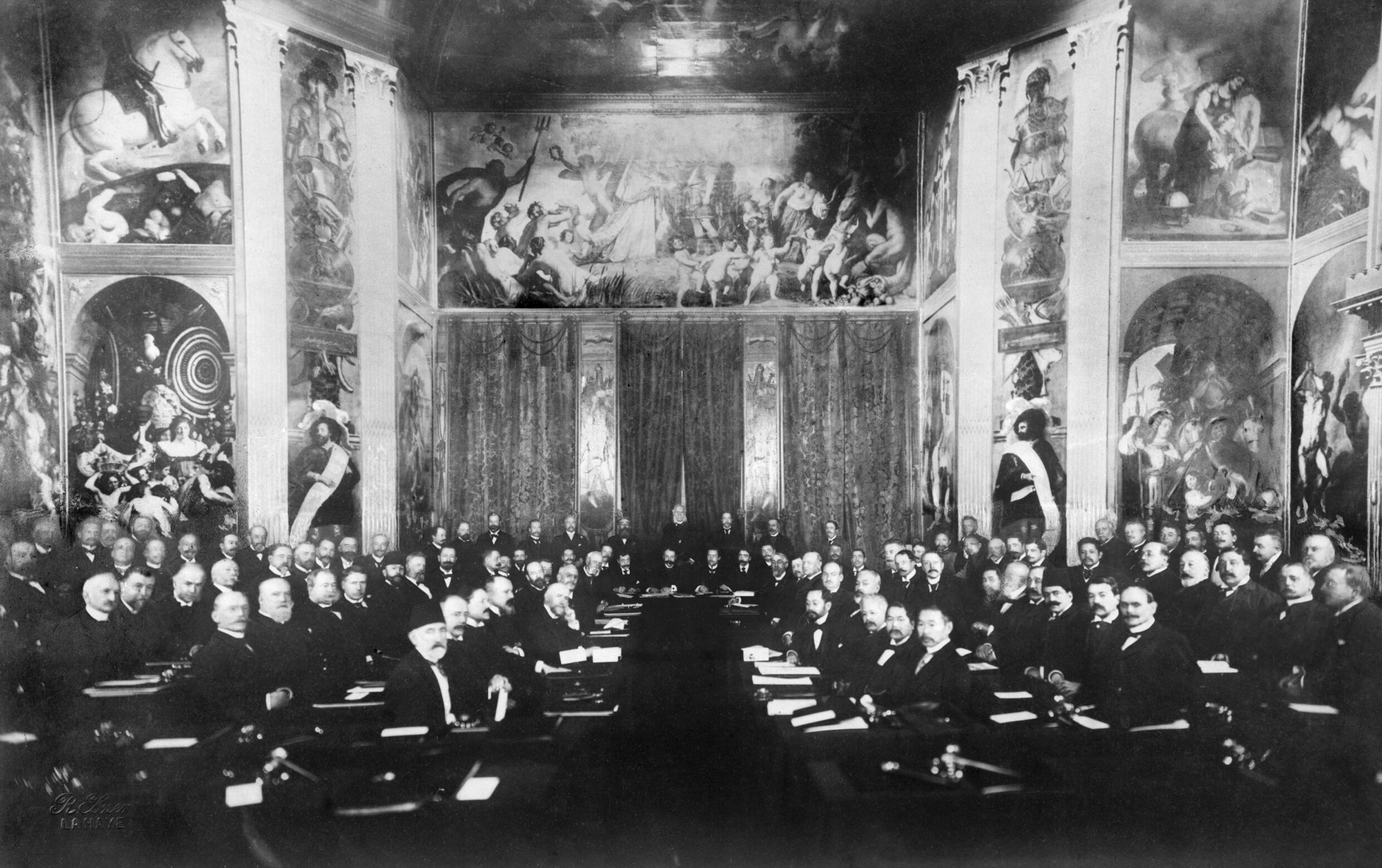
1899年會議現場

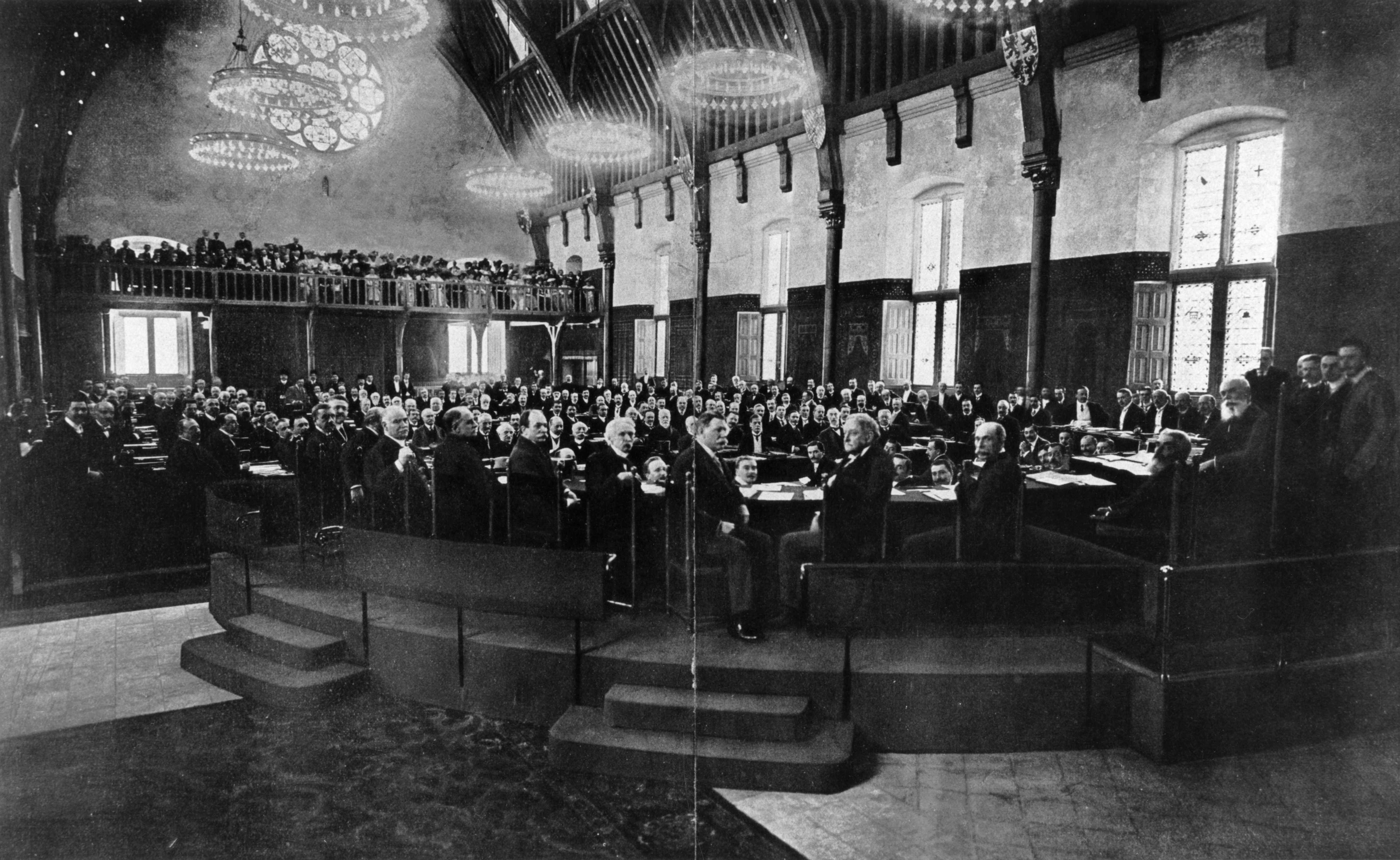
1907年會議現場

海牙和平会议，亦称海牙会议，舊譯作海牙保和會、世界保和大会或万国和平会议等。第一次会议于1899年5月18日到6月29日举行，参加的有俄、清、英、法、美、日等二十六国。第二次会议于1907年6月15日到10月18日举行，参加的有四十四国，包括第一次会议的全体参加国。两次会议通过的十三个公约和三个宣言，合称“海牙公约”。

## 第一次海牙和平会议
第一次海牙和平會議由俄羅斯帝國皇帝尼古拉二世於1898年8月29日提出，於1899年5月18日在荷兰海牙的豪斯登堡宫正式舉行，並於同年7月29日簽署，1900年9月4日生效。 1899年“海牙公約”由四個主要部分組成，後來原本的第四部分由於某種原因，被歸納於第一項附加聲明，並另擴增二項而成為三項宣言）：
第一、和平解決國際爭端
第二、陸戰法規和慣例
第三、採用1864年日內瓦公約內的海戰原則
第四、三項宣言：
1. 禁止從氣球上或用類似新方法投擲投射物和爆裂物
2. 禁止使用專用於散佈各種毒氣的投射物
3. 禁止使用在人體內易膨脹變形的投射物，如達姆彈

該公約的主要作用是限制現代技術在戰爭中使用；此外，並建立了常設仲裁法院。

## 第二次海牙和平会议
在1907年舉行的第二次會議，因為幾個重大決策導致失敗。然而，參與會議的主要列強也嘗試了在20世紀成功的國際合作。
第二次會議由美國的西奧多·羅斯福總統在1904年提出，但因為日俄戰爭而推遲。第二次和平會議在1907年6月15日至1907年10月18日舉行，它擴大原有的海牙公約，修改了一部分條文，並加入了新內容，對海戰規範更加注重，類比陸戰原則以制定海戰特別規則。英國試圖以國際安全為由限制大國軍備，但以德國為首的其他列強，擔心英國試圖阻止德國艦隊的增長。德國也拒絕強制仲裁的建議。但是，會議卻擴大了自願仲裁機制，訂立公約規範收集債務、戰爭規則，以及中立國的權利和義務。
最後協議於1907年10月18日簽署，並在1910年1月26日生效，包含13份公約和一項宣言，其中12份已經各國批准生效：
1. 和平解決國際爭端
2. 限制武力索償契约債務
3. 開戰規則
4. 陸戰法規和慣例
5. 中立國在戰時的權利與義務
6. 開戰時敵國商船的地位
7. 商船改裝軍用的規則
8. 佈建自動觸發水雷的規則
9. 戰時海軍砲擊規則
10. 採用1906年《日內瓦公約》的海戰原則
11. 限制在海戰中行使捕獲權
12. 創建一個國際法院（待決，後於國際聯盟時期成為常設國際法院）
13. 中立國在海戰中的權利和義務

一項宣言：
1. 禁止從氣球上發射投射物和投擲爆裂物

## 第三次和平会议的夭折
第三次會議預訂議題希望根據多數原則確立強制管轄權，並首次討論籌組一個國際行政機構，以建立集體安全制度；原計畫於1914年舉行，後來因國際情勢複雜問題而改期延至1915年，終因第一次世界大戰爆發而取消；戰後則被組織國際聯盟的具體倡議取代。